# American Fighter 5
American Fighter 5 (englischer Originaltitel American Ninja 5) ist der fünfte und letzte Teil der American-Fighter-Reihe. Die Hauptrolle des 1992 entstandenen US-amerikanischen Films von Bobby Gene Leonard übernahm erneut David Bradley, jedoch stellt er in diesem Film einen anderen Charakter als in den Vorgängerfilmen dar.

## Handlung
Hiro, Meister Tetsus Großneffe, ist der letzte der sogenannten wahren Ninjas. Unter dem Karate-Experten Joe Kastle soll er die Kampfkunst erlernen. Joe Kastle muss seine Freundin Lisa befreien, die von dem mörderischen Ninja Viper entführt wurde. Hintergrund dieser Tat ist die Tatsache, dass der Vater Lisas, der Wissenschaftler Dr. Strobel, ein tödliches Insektengift erfunden hat und Simon Glock, ein Chemieunternehmer, nun dieses in seine Hände bekommen will. Joe verfolgt die Verbrecher. Dabei wird er in Caracas von korrupten Polizisten festgenommen, aber von seinem zwölfjährigen Freund Hiro wieder befreit. Joe und Hiro nehmen die Verfolgung wieder auf, um Lisa und ihren Vater zu befreien. In Venezuela kommt es zum mörderischen Showdown.

## Hintergrund
Der Film war nicht als Teil der American-Fighter-Filmreihe intendiert. Der ursprüngliche Filmtitel sollte Little Ninja Man lauten, gedreht wurde dann mit dem Titel American Dragons. Cannon Films entschied dann die Umbenennung in American Ninja 5, als der Film über das firmeneigene Videolabel veröffentlicht wurde. Dies erklärt auch, warum Hauptdarsteller David Bradley nicht die Rolle aus den beiden Vorgängerfilmen erneut übernahm.

## Kritik
„Kampfsport-Actionfilm nach Schablone, in dem wie üblich am Ende das angeblich Gute siegt.“

„Der letzte Teil der American Ninja Reihe ist zugleich der schwächste und lächerlichste. Da kann auch der ‚Karate Kid Opa‘ Pat Morita nichts mehr reißen.“

„Während der American Fighter bislang immer bierernst für Volk und Vaterland eintrat, finden in der Fassung von Newcomer Bobby Gene Leonard Komikelemente und Slapstick Einlaß.“